# 登山靴

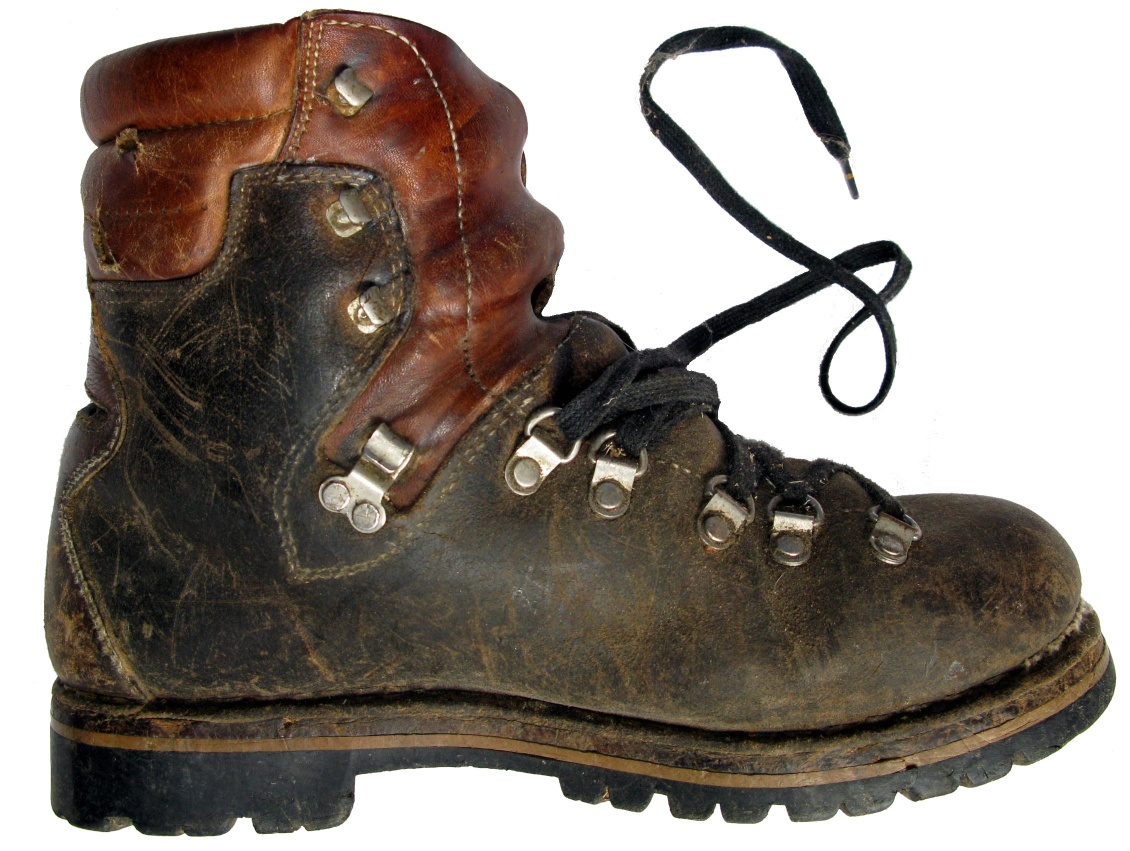

登山靴（とざんぐつ）とは、登山の目的に使用する靴のことで、登山形態にあわせて様々な種類がある。

## 概説
登山は、普通は平坦でならされた道ではなく、表面が不規則、不安定で、しかも傾斜のある場所を、重い荷物を担いで歩くものである。そのため、普通の靴ではすぐに故障し、靴底は滑り、足の裏は痛くなり、また足首をひねることが多い。登山靴は、これらの問題を起こりにくくするために作られたものである。また、登山靴によっては、水たまりでも水が染みてこないという防水機能（GORE-TEX（ゴアテックス）等）を搭載したものもある。
靴を重要とするスポーツは数多いが、常に不安定な足場を歩く登山の場合はその性能の良否が生命を左右することがある。従って、登山前には登山靴の状態を確認する必要がある。
登山を行わない場合は過剰性能ではあるが、日常生活の靴として用いることも可能で、その場合でも足への負担は軽減できる。靴底のグリップ力の高さにより、未舗装路や冬の雪道でも有用である。
登山靴を購入する場合は靴底のソールの材質を必ず確認し、ポリウレタンが使われていた場合は劣化を抑えるため、月に1度以上は履くなど、ある程度の日常使いも必要である。普及価格帯以下で販売される登山靴はソールにポリウレタンを使用している場合が多いが、ポリウレタンの性質から登山靴を履けば履くほどソールが締まり、ソール内の水分が分散されるため加水分解による経年劣化を抑える事ができる。逆に、登山靴を大切に使うつもりで履かずにしまい込んでおくとポリウレタンが空気中の水分を吸収して加水分解が進み、いざ使う時になってソール剥がれの事故が起きることになる（ソールの劣化に気付かず登山を敢行し登山中にソール剥がれが起きると転倒や滑落に繋がるため非常に危険である）。ポリウレタンのソールは長くても5年程度で寿命を迎えるため、長年使用している登山靴についてはソールの交換を行うか、ソールの交換が出来ない場合には登山靴自体の買い替えを検討する必要がある。登山靴の突然の故障は命に関わる事故に直結するからである。

## 通常の靴との違い
普通の靴との違いは以下の通り。なお、これは旧式の一般的登山靴である。
- 滑りにくくするため、靴底の刻みが深く大きい。
- 凹凸の多い地面で足裏を痛めないよう、靴底が厚くて硬い[2]。
- 石に当たったりした場合にも足を痛めないよう、全体に分厚い素材で作られている[2]。
- 急傾斜を歩いた時に足首に負担がかからないよう、足首までを覆うようになっている[2]。

これらの結果として登山靴は非常に重くなり、素材が革しかなかった時代にはkg単位の重さがあった。これは必ずしも悪いことではなく、特に重い荷物をかつぐ場合には、足が振り子の要領で振り出せ、むしろ歩きやすい側面もあった。しかし重ければよいわけではないし、荷物が少ないときには軽いに越したことはない。軽登山用には布製のキャラバンシューズというのがあった。しかしその後次第に様々な合成素材が開発され、登山靴の種類も増えていった。

## 種類
- 重登山靴 - あらゆる状況に対応出来るように作られた登山靴。重量物を背負って歩くのに向いており、極めて分厚く頑丈な素材や靴底で、非常に厳しい岩場でも問題なく歩行でき、足首の保護もほぼ完全である。反面重量も相当なものとなる。またその強固さから普通の道を歩く際は足にかなりの負担がかかる。後述のプラスチックブーツの一部やビルトインゲイターもここへ含められる。特に冬山登山を目的としたものはアイゼンを装着するための「コバ」と呼ばれる窪みがついているものが多い。
- トレッキングシューズ(軽登山靴) - 無雪期に軽い荷物で歩くのに向いた靴で、底が軟らかくて軽い。履き口が高く足首まで保護されている方が、足首を捻りにくく、傷めてしまったときの影響が少ない。
- レギュラー登山靴 - テント山行など重い荷物を負っての山行や、軽い雪山に向く。中底が厚くて固く革が厚いので、荷重に耐え、防寒性と防水性が高く、雪山でのキックステップやアイゼン装着に向いている。他に冬用の登山靴もある。
- アプローチシューズ - 登山やクライミングを行う現場へ向かう（アプローチする）目的で作られた靴であり、従来は登山靴とは異なる分類とされていた。しかし、軽さ、履きやすさ、岩場での登攀性やフリクション性の高さなどから、山に登るシーンでも使われることが徐々に増え、いまでは登山靴のひとつとして知られている[4]。
- プラスチックブーツ - スキー靴でよく見られるようなプラスチック製の登山靴。皮製の重登山靴に比べ保温性が高く、高所登山に向く。湿った雪の多い日本では防水性の観点から快適。スキー兼用靴もプラスチックブーツが多い。近年では突然破砕の問題から高所登山や冬山用登山靴の主流から外れつつある。
- ハイ・アルティチュード・ブーツ - プラスチックブーツに代わりヒマラヤなどの高所登山で主流になっている登山靴。オーバーシューズの役割をするスパッツを一体化することで密閉性と保温性を高めている。靴本体と保温用インナーの三重構造になっているものもある。
- クライミングシューズ（英語版） - フリークライミング、岩登り用。足にぴったりで、摩擦が強く、細かいホールドを利用することができる。
- 渓流シューズ - 釣りや沢登り用で、濡れた岩でも滑りにくい。

## 歴史

### 黎明期から靴鋲の時代
1788年にオラス＝ベネディクト・ド・ソシュールがモンブランのジュアン峠に登った時の銅版画を見ると、この頃は平野部で使う靴とほとんど同じものが使われていたようである。これが登山靴として特化されたのはイギリス人がアルプスにやって来て猟師や水晶採りとして働いていた人々をガイドに登るようになってからである。1884年春にエドワード・ウィンパーが描いた『ツェルマットのクラブ室』というスケッチを見る限り貧弱な革靴であったが、いわゆる銀の時代になると、かなり頑丈に進歩し、靴鋲がびっしり打たれている。
靴鋲は岩場に弱く、岩登り向きとされていたトリコニーも一枚岩に弱いという欠点があり、また鉄製であるため冬季には猛烈に冷える。このため岩場では1918年に発明された地下足袋に履き替え、重い登山靴を担いで登っていた。

### 日本における登山靴と草履
登山家でもあったアーネスト・サトウは1863年に六甲山を訪れた際に鋲を打った登山靴を持ち込んでおり、これが日本で使われた最初の登山靴と言われている。ウォルター・ウェストンは1894年に笠ヶ岳に登った際、靴鋲を打った登山靴を履いていたが、穴毛谷を下降した際に同行の仲間が草履を履いて楽に岩から岩へ跳んでいるのを見て、草履を1足借りて靴の底に結びつけて成功した旨を伝えている。
このように日本で登山が始められた頃に登山靴が入って来たが、当時履物と言えば草履であり、小島烏水も「穿物は草履に限る。長靴釘靴は、日本の山岳には断じて不適当なるを確言して憚らず」と主張するなど重さ、大きさ、堅さに皆一様に辟易し、欧米人しか用いずただちに普及はしなかった。そのためウォルター・ウェストンが登山靴に草履を重ね履きした話を伝え聞いて溜飲を下げた。実際ウォルター・ウェストンは穴毛谷での経験以来たびたび登山靴に草履を併用したようで、1913年に上高地河童橋で撮影されたその足下には登山靴に結びつけられた草履が写っている。この草履の登山靴併用は当時の外国人登山者の間で流行したが、これはその効果よりも異国趣味を楽しもうという気持ちが含まれていた可能性もある。
実際には草履は消耗が激しく、たちまち履き潰してしまうため、食料と同様に日数に比例した数を用意する必要があった。1915年に針ノ木峠から槍ヶ岳に縦走した一戸直蔵、河東碧梧桐、長谷川如是閑らは150足の草履を携行するためだけに人夫を雇ったが1人では背負いきれなかったという。ただ現実には輸入品もなく国産品を作る職人もいなかったので、身近な存在にはなり得なかった。
1921年に槇有恒がアイガーから凱旋し、同じ年にマリヤ運動具店（現好日山荘）がミッチランガー・ガウバから登山靴を輸入するようになって、またこの頃日本の登山界もいよいよ積雪期に挑戦するようになっていたことと重なり、草履は登山靴に転換された。
1922年には槇有恒の持ち帰ったグリンデルヴァルトのアマハー登山靴が東京本郷の太田屋靴店で、マリヤが輸入した靴は京都日の丸堂で模造された。

### ビブラムソール発明による躍進
1935年にビブラムによってゴム底が発明され、その優秀さは登山史上画期的な効果をもたらした。第二次世界大戦のため日本への輸入は遅れたが、1956年日本隊のマナスル遠征とその成功によって起きた登山ブームとともに普及し、ピレリやツェルマットなど他のブランドのゴム製ソールとともに靴鋲を駆逐した。現在でも夏山、冬山、岩登り、縦走と万能靴として使用されている。また、マナスル遠征には藤倉ゴム工業製のキャラバンシューズも使用されており、国産品の登山靴が普及する契機となった。
貿易自由化に伴い登山用具の輸入も大幅に増え、1963年にはノルディカのヒンズークシュモデル、ドロミテのカシンモデルなどイタリア製登山靴の輸入が始まり、海外渡航がままならなかった当時これらは憧れだったヨーロッパ登山界への憧れを演出してくれる小道具となり、非常によく売れた。また国産靴は靴作りでは負けなくても、数少ない例外を除きそのほとんどが登山経験のない職人によって製作されていたため、登山靴としての基本的機能で大きく劣っており、国産靴の売り上げは相対的に減少した。

### 冬季用二重靴
冬季登攀が高度化するとともに靴に要求される条件も厳しくなった。岩壁登攀の場合、パートナーが行動している間は停止してザイルを捌いているため爪先が猛烈に冷えるので、防寒性を高めるため革製靴の内側にウールのフェルトを採用する二重靴が考え出され、たちまち冬山における常識的装備となった。

### プラスチックブーツの登場と軽登山靴の普及
1970年代になるとすでにプラスチック化が進んでいたスキー界の世界から山岳ツアースキー靴を端緒としてプラスチック製ブーツが広まった。1980年に山学同志会はカンチェンジュンガ北壁への挑戦に際しスカルパ製山岳ツアースキー用二重靴を隊員に支給した。これは防水こそ完璧であったものの結露があって爪先の冷感がついてまわった。また一部隊員はコフラック製のプラスチック製二重靴を使用し、当初は保温性に不満があったりしたもののおおむね良好な結果であった。完全防水と結露は背反する問題で、解決されていない。また現在のプラスチックブーツはポリウレタンを素材とする製品が多く、空気中の水蒸気と化学反応を起こして劣化し、メーカーによれば寿命は製造日から約5年である。突然割れることがあり、スキーや登山中に事故とならないよう、古いものは使用を中止し、新しいものでも薄い部分からひび割れることがあり負荷をかけて割れないかチェックすることが好ましい。
ハイキングやトレッキング、日本の夏山用には軽快で歩きよい靴が出回っており、雪のない時期ならこのタイプが一番ふさわしい。

## 登山靴の手入れ
- 革製登山靴を初めて使う場合、縫い目を目止め剤や松脂などでシールし、保革油などの侵入による劣化を防ぐ。翌日以降に防水グリスなどを塗り、半日程度しみ込ませる。余ったグリスはふき取り、防水ワックスを塗る。磨いて光沢が出たら完了。全て柔らかい保革油やグリースは革に塗りすぎると革を必要以上に柔軟にし、伸びやすくなる。
- 使用後は、ブラシないし少量の水で汚れを落としたあと、主に足からの発汗に由来する水分が靴にたまっているのでカビを防ぐために乾かす必要がある。通常は新聞紙を丸めて靴の中に詰め込んで暖かい場所に置き、新聞紙を頻繁に交換する。ストーブなどに近付けると熱で革を構成する蛋白質が変性し、二度と元の強度・柔軟性に戻らない。革の状態に応じて保革油ないし防水グリスを軽く塗り、さらに防水ワックスを塗る。ワックスは出来れば靴をワックスの溶ける温度まで暖めてから繰り返し塗り込む。
- 歩行中に靴底がはがれる事故が目立つ。よく観察すれば、はがれ始めている場合がある。
- 靴は乾燥した涼しい場所に保管するのが良い。

## 登山靴と外来種
東京農工大学らによる研究チームが行った立山連峰などを有する中部山岳国立公園での調査によると、登山客のうち外来種を初めとした環境問題に対して理解をしている人は8～9割近くいたのに対し、環境を保護するために靴を清掃した人はわずか3.8%のみだったとしている。
研究チームの一人である赤坂宗光准教授によると、登山靴の靴底はスニーカーよりも凹凸が大きく、種などが挟まりやすいとの事である。実際に、前述の調査で登山客のうち27人の靴裏には本来であれば立山には生息していない、6種類の発芽可能な種が計44個確認されている。
赤坂は、登山をする前に必ず自宅で水洗いやブラシでの洗浄を行うことが大切だと話している。下山後も同様で、なるべく早く使用した靴を洗うべきであるとのことである。